# Івченко Анатолій Аврамович
Івченко Анатолій Аврамович (нар. 15 листопада 1932, Костянтинівка, нині Донецька область — 21 липня 2001, Суми) — скульптор, член Національної спілки художників України.

## Біографія
Анатолій Аврамович народився 15 листопада 1932 року в селі Костянтинівка (нині Донецької області).
Навчався в Харківському художньо-промисловому інституті (викладач — М. Рябінін), який закінчив у 1960 році. По закінченню інституту працював у Сумському художньо-виробничому комбінаті. Займався створенням монументальної й станкової скульптури, його роботи переважно встановлені на Сумщині. Івченко автор проекту реконструкції пам'ятника Івану Харитоненку в Сумах (1997). Скульптор проявив особливу професійну майстерність у створенні образів діячів української культури. Його твори реалістичні, герої постають у руслі «суворого стилю» — мужні, вольові. Анатолій Аврамович використовував для творчості бетон, метал і дерево.

## Твори
- 1959 — «Тракторист»
- 1966 — монумент партизанської слави «Народні месники» в Спадщанському лісі (співавторство)
- 1969 — «Костянтин Ушинський»
- 1970 — «Партизанка Мотя Гендіна»
- 1974 — «Тарас Шевченко», «Радик Руднєв», «О. Шапоренко»
- 1973 — в'їзний знак до міста Путивль Сумської області
- 1985 — «Хлопчик»

## Досягнення
Учасник обласних, всеукраїнських та міжнародних художніх виставок[яких?].
1974 — член Національної спілки художників України